# معاهدة السلام بين الإمبراطورية النمساوية المجرية وفنلندا
معاهدة السلام بين الامراطورية النمساوية المجرية وفنلندا،  وتسمى أيضًا معاهدة فيينا للسلام،  تم التوقيع عليها في فيينا في 29 مايو 1918، مما أنهى حالة الحرب التي كانت قائمة بين فنلندا والنمسا-المجر نتيجة الحرب العالمية الأولى. 

## الخلفية
كانت دوقية فنلندا الكبرى جزءًا من الإمبراطورية الروسية في وقت إعلان الحرب النمساوية المجرية على روسيا في 6 آب 1914.
في عام 1917، شهدت روسيا ثورتين. هما ثورة فبراير التي تمت الإطاحة بالإمبراطورية وتشكيل حكومة مؤقتة . وفي ثورة أكتوبر ، تم عزل الحكومة المؤقتة وتأسيس جمهورية روسيا الاتحادية الاشتراكية السوفياتية . في 6 كانون الأول 1917، أعلنت فنلندا استقلالها ، الذي اعترفت به روسيا في 31 كانون الأول.  ومع ذلك، ظلت فنلندا في نفس حالة الحرب مع قوى المركز (النمسا والمجر وبلغاريا والإمبراطورية الألمانية والإمبراطورية العثمانية ) كما كانت عندما كانت جزءًا من روسيا. 
في 15 كانون الأول، وقعت الحكومة الروسية هدنة مع قوى المركز . في 26 يناير 1918، أشعلت الانتفاضة العمالية شرارة الحرب الأهلية الفنلندية وتأسيس جمهورية العمال الاشتراكية الفنلندية بعد أيام قليلة. وقعت روسيا السوفييتية وجمهورية العمال الفنلندية معاهدة صداقة في 1 مارس 1918.  انتهت الهدنة مع قوى المركز في 18 فبراير ، ولكن في 3 مارس وقعت روسيا على معاهدة بريست ليتوفسك وعقدت السلام مع قوى المركز.
تم التوقيع على معاهدة سلام فنلندية ألمانية مع حكومة مجلس الشيوخ المحافظ في فنلندا - بدلاً من جمهورية العمال المتحالفة مع روسيا - في 7 مارس. ثم أرسلت ألمانيا مساعدة عسكرية للحكومة الفنلندية، التي هزمت الجمهورية العمالية بحلول نهاية أبريل.  كما تم التوقيع على معاهدة السلام الفنلندية البلغارية  في برلين في 21 مايو 1918. 

## الشروط
كانت لغة معاهدة السلام النمساوية المجرية الفنلندية هي الألمانية. كان الموقعون، من الجانب النمساوي المجري، وزير الخارجية ستيفان بريان فون راجيكز والسفير كاجيتان فون ميري ، الذي كان المفاوض النمساوي المجري لمعاهدة بريست ليتوفسك، ومن الجانب الفنلندي، إدوارد إيمانويل هيلت ، الذي تفاوض على معاهدة السلام مع ألمانيا وكان مبعوثًا ووزيرًا مفوضًا إلى ألمانيا، والكونت ألان سيرلاتشيوس ، القائم بالأعمال المؤقت في النرويج. وتتكون المعاهدة من خمس مواد فقط.  تنازل طرفا المعاهدة عن أي مطالبات بالتكاليف أو الأضرار الناجمة عن الحرب.  
كما تم التوقيع على عدة اتفاقيات منفصلة في نفس اليوم في فيينا: "معاهدة سياسية وقانونية تكميلية لمعاهدة السلام"،   اتفاقية تجارية لتنظيم العلاقات الاقتصادية    واتفاقية "فيما يتعلق ببعض مسائل القانون الخاص".   وفقًا للمادة 4 من معاهدة السلام، ستشكل المعاهدة التي تحكم العلاقات الاقتصادية "جزءًا أساسيًا من معاهدة السلام هذه". 
نُشر النص الألماني للمعاهدة في Neue Freie Presse في 31 مايو. 

## ملحوظات
1. ↑  CTS, Vol. 223, p. 376.
2. ↑  CTS, Vol. 223, p. 372.
3. ↑  CTS, Vol. 223, p. 397.
4. ↑  CTS, Vol. 223, p. 389.
5. ↑  CTS, Vol. 223, p. 378.